# Eeva Ruoppa
Eeva Ruoppa (Miehikkälä, 2 maggio 1932 – 27 aprile 2013) è stata una fondista finlandese.

## Palmarès

### Olimpiadi invernali
- Bronzo a Squaw Valley 1960 nella staffetta 3×5 km

### Mondiali
- Bronzo a Zakopane 1962 nella staffetta 3×5 km